# Ядерно-цитоплазматический транспорт
Ядерно-цитоплазматический транспорт — это материальный обмен между клеточным ядром и цитоплазмой клетки, который осуществляется через ядерные поры. Ядерно-цитоплазматический транспорт можно разделить на две категории: активный транспорт, требующий затрат энергии, а также специальных белков-рецепторов и транспортных факторов, и пассивный транспорт, протекающий путём простой диффузии молекул через канал ядерной поры.

## Пассивный транспорт
Молекулы небольших размеров (ионы, метаболиты, мононуклеотиды и т. д.) способны пассивно перемещаться между цитоплазмой и ядром за счёт диффузии. Проводимость ядерных пор для молекул разных размеров различна: белок массой менее 15 кДа проникает в ядро быстрее, чем белок массой более 30 кДа. Белковые молекулы массой более 40 кДа, по-видимому, вообще не могут пассивно проходить через ядерные поры. Тем не менее, даже маленькие белки, которые выполняют функции в ядре, такие как гистоны, в большинстве случаев переносятся туда в комплексе с белками-переносчиками, а не проникают пассивно.

## Активный транспорт

Цикл Ran.
1. Транслокация Ran-ГТФ в цитоплазму в комплексе с транспортинами. 2. Гидролиз ГТФ. Собственная ГФАзная активность Ran активируется цитоплазматическим белком RanGAP. 3. Ran-ГДФ реимпортируется в ядро при участии белка NTF2. 4. ГДФ в активном центре Ran заменяется на ГТФ под действием ядерного белка RCC1 (фактора обмена нуклеотидов).

Схема импорта белков в ядро.
1. Образование комплекса груз-рецептор (импортин). 2. Заякоривание комплекса на белках ядерной поры и собственно транслокация. 3. Диссоциация комплекса груз-импортин под воздействием Ran-ГТФ, высвобождение груза, образование комплекса Ran-ГТФ-импортин. 4. Реэкспорт образовавшегося комплекса в цитоплазму. 5. Гидролиз ГТФ и диссоциация комплекса.

Путём активного транспорта через ядерные поры могут проходить гораздо более крупные молекулы и целые надмолекулярные комплексы. Так, рибосомные субчастицы массой до нескольких мегадальтон транспортируются из ядра в цитоплазму через ядерные поры, и нет никаких оснований предполагать, что процесс транспорта сопровождается частичной разборкой этих субчастиц.
Системы активного транспорта обеспечивают весь макромолекулярный обмен между ядром и цитоплазмой. Молекулы РНК, синтезируемые в ядре, поступают через поры в цитоплазму, а в ядро попадают белки, участвующие в ядерном метаболизме. Причём одни белки должны поступать в ядро конститутивно (например, гистоны), а другие в ответ на определенные стимулы (например, транскрипционные факторы).
Центральную роль в активном ядерно-цитоплазматическом транспорте белков играет малая ГТФаза Ran, относящаяся к семейству Ras-подобных ГТФаз и служащая для сопряжения транспорта с гидролизом ГТФ, что придает процессу необратимость (снабжает его энергией). Ran может образовывать комплекс с ГТФ или с ГДФ. Как и другие Ras-подобные ГТФазы, Ran состоит из небольшого G-домена и содержит две поверхностных петли, switch-I и switch-II, которые меняют конформацию в зависимости от связанного нуклеотида. Собственно акт гидролиза ГТФ осуществляется непосредственно Ran. Фактор обмена нуклеотидов (англ., GTPase Еxchange Factor, GEF) для Ran, хроматин-связывающй белок RCC1, локализован исключительно в ядре, а активаторы ГТФазной активности (англ., GTPase Activation Protein, GAP) RanGAP1 и некоторые другие белки — исключительно в цитоплазме. Эта асимметричная локализация приводит к формированию градиента: в ядре находится преимущественно ГТФ-связанная форма Ran, в цитоплазме, наоборот, ГДФ-связанная. Ran используется для снабжения энергией как процессов импорта, так и процессов экспорта различных субстратов, а вся схема носит название Ran-цикла (англ., Ran-cycle). Ключевыми стадиями  Ran-цикла являются гидролиз ГТФ в цитоплазме и обмен ГДФ на ГТФ в ядре.
Ядерные белки содержат особые аминокислотные последовательности, отвечающие за их локализацию в ядре, — сигналы ядерной локализации (англ. Nuclear Localization Signal, NLS). Сигналы ядерной локализации — это места узнавания молекулы транспортными факторами — транспортинами (кариоферинами), которые и переносят белок-субстрат в ядро. Одним из первых был открыт так называемый классический, или основной сигнал ядерной локализации (cNLS). Он представляет собой один или два кластера положительно заряженных аминокислотных остатков (аргинин и лизин) и распознаётся кариоферинами-α. Транслокация белков в ядро, в отличие от транслокации в митохондрии и эндоплазматический ретикулум, не сопровождается отщеплением этой сигнальной последовательности и разворачиванием полипептидной цепи. Помимо связывания субстрата, транспортины и их комплексы способны заякориваться на ядерной поре и связывать Ran.

## Ядерно-цитоплазматический транспорт белков

### Импорт белков в ядро
Рассмотрим механизм поступления субстратов в ядро на примере импорта NLS-содержащих белков. Первой стадией транспортировки является узнавание субстрата транспортинами, в данном случае комплексом импортинов-α/β (транспортины участвующие в транспорте в ядро называются импортинами, а из ядра — экспортинами). Затем образовавшийся комплекс заякоривается на белках ядерной поры с цитоплазматической стороны и транслоцируется через канал в ядро, где с ним связывается Ran-ГТФ, что вызывает диссоциацию комплекса и высвобождение груза. После чего импортины в комплексе с Ran-ГТФ направляются обратно в цитоплазму, где Ran под действием RanGAP1 гидролизует ГТФ (ГТФ => ГДФ + PO43-). Комплекс Ran-ГДФ-импортины α/β нестабилен и диссоциирует. Ran-ГДФ поступает обратно в ядро при помощи собственного переносчика, димерного белка NTF2. В ядре под действием белка RanGEF, ГДФ в активном центре Ran заменяется на ГТФ и цикл, тем самым, замыкается.

Схема экспорта белков из ядра.
1. Образование комплекса груз-экспортин-Ran-ГТФ. 2. Заякоривание комплекса на белках ядерной поры и собственно транслокация. 3. Гидролиз ГТФ, диссоциация комплекса и высвобождение груза. 4. Реимпорт высвободившегося экспортина.

### Экспорт белков из ядра
Теперь рассмотрим механизм экспорта из ядра на примере белков, содержащих сигналы ядерного экспорта (англ., Nuclear Export Signal, NES). Для этих сигнальных последовательностей характерно высокое содержание гидрофобных аминокислот. Первой стадией транспортировки здесь также является рецепция субстрата специфическим экспортином Crm1 (англ., Chromosome Region Maintenance) и образование комплекса. Главным отличием механизмов экспорта является тот факт, что в состав транслоцирующегося комплекса в случае экспорта помимо субстрата и Crm1 входит и Ran-ГТФ, то есть сопряжение с циклом Ran происходит на стадии транслокации, а не на стадии реимпорта рецептора. После прохождения через ядерную пору в цитоплазму Ran расщепляет ГТФ, комплекс теряет стабильность и диссоциирует, высвобождая груз.